# What You Waiting For?
«What You Waiting For?» es una canción interpretada por la cantante estadounidense Gwen Stefani, incluida en su primer álbum de estudio Love. Angel. Music. Baby. (2004). Fue compuesta por la cantante y Linda Perry y producida por Nellee Hooper. En 2003, Perry deseaba colaborar con la cantante, pero esta aceptó de forma reacia, pues creía que no estaba capacitada para componer música dance y alegaba que no había podido ver a su cónyuge, Gavin Rossdale. Sin embargo, tiempo después decidió aceptar la invitación y juntas compusieron la canción. En el aspecto musical, «What You Waiting For?» es una canción de electropop, con influencias del electro funk. La letra alude a la creación de un álbum solista y al deseo personal de Stefani de ser madre.
«What You Waiting For?» obtuvo reseñas generalmente positivas de los críticos musicales, quienes argumentaron que era una de las canciones más destacas del álbum. Asimismo, obtuvo una nominación en la 47.ª edición de los premios Grammy, en la categoría de mejor interpretación vocal pop femenina. Desde el punto de vista comercial llegó a la cima en Australia y ocupó las cinco primeras posiciones en las listas de Dinamarca, Finlandia, Francia, Irlanda, Italia, Noruega, Nueva Zelanda y Reino Unido. Por su parte, en Estados Unidos llegó al puesto cuarenta y siete en el conteo Billboard Hot 100 y alcanzó el número uno en Dance Club Songs.
Para su promoción se filmó un videoclip dirigido por Francis Lawrence e inspirado en el libro Las aventuras de Alicia en el país de las maravillas. Ganó el premio a la mejor dirección artística en los MTV Video Music Awards de 2005. Varios productores remezclaron la canción, entre las que se destaca «Thin White Duke Mix» de Jacques Lu Cont y «Armand Van Helden Remix» y «Armand Van Helden Dub» de Armand Van Helden.

## Antecedentes y producción
Durante la ceremonia de los premios Grammy de 2003, la productora y compositora Linda Perry sostuvo que quería colaborar con Gwen Stefani, la cual aceptó de forma reacia. Cuando la cantante finalizó la gira Rock Steady Tour con su banda No Doubt, su compañía discográfica, Interscope, la llamó para informarle de que Perry estaba en un estudio de grabación lista para colaborar, y agregó que tan solo contaba con cinco días a lo largo del año para dicho trabajo. Inicialmente, Stefani rechazó la colaboración pues, por un lado, creía que Perry no estaba capacitada para componer música dance y, por otro, alegaba que no había podido ver a su cónyuge, Gavin Rossdale.
Después de un tiempo, Stefani cedió a las peticiones de su discográfica y empezó el trabajo con la productora. El primer día escribieron una canción titulada «Fine by You», y la describieron como «una canción estúpida de amor, pero buena». No obstante, Perry señaló que no era correcta para el material discográfico y la descartó de la lista original. Después de la producción de ese tema, ninguna de las dos pudo seguir escribiendo, ya que Stefani se sentía bloqueada para componer. Posteriormente, la cantante dijo que era porque no estaba componiendo con los miembros de su banda, ya que no se había acostumbrado a trabajar sin ellos.
Esa noche, Perry comenzó a trabajar en una nueva canción; un día después decidió reproducirla mientras Stefani estaba presente. La cantante le dijo que le había agradado y Perry le preguntó: «Y, ¿qué estás esperando?», a lo que la cantante contestó: «Me estás desafiando, ¿verdad?». Comenzaron a escribir acerca de los temores que Stefani sentía, entre ellas interpretaciones de dos personalidades, en este caso Linda Perry hablando con Gwen Stefani.
Gracias a la creación de «What You Waiting For?», Stefani decidió mencionar a las Harajuku Girls, ya que le agradaba el estilo gothic lolita y la moda cyberpunk de las ciudadanas japonesas que frecuentaban la estación Harajuku, en Tokio. El concepto de aquellas mujeres empezó a crecer en la promoción del álbum y, a raíz de esto, Stefani consiguió un grupo de bailarinas temáticas cuyos apodos acabaron por dar nombre a la obra.

## Composición

### Estructura musical

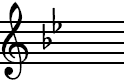
«What You Waiting For» está compuesta en la tonalidad de sol menor.

«What You Waiting For?» es una canción perteneciente al género electropop, con influencias del electro funk. Se establece en un compás de 4/4 y está compuesta en la tonalidad de sol menor. Está escrita en la forma estribillo-verso-estribillo y los instrumentos que sobresalen en su melodía son la guitarra y el teclado electrónico. La primera interpretación musical es una balada de piano a 60 pulsaciones por minuto que termina con aplausos de la audiencia. A continuación, la canción cambia a 138 pulsaciones por minuto y la cantante comienza a interpretar sonidos semejantes a un reloj, a modo de «tic tac». La voz de Stefani abarca dos octavas, desde sol2 hasta fa4.

### Contenido lírico

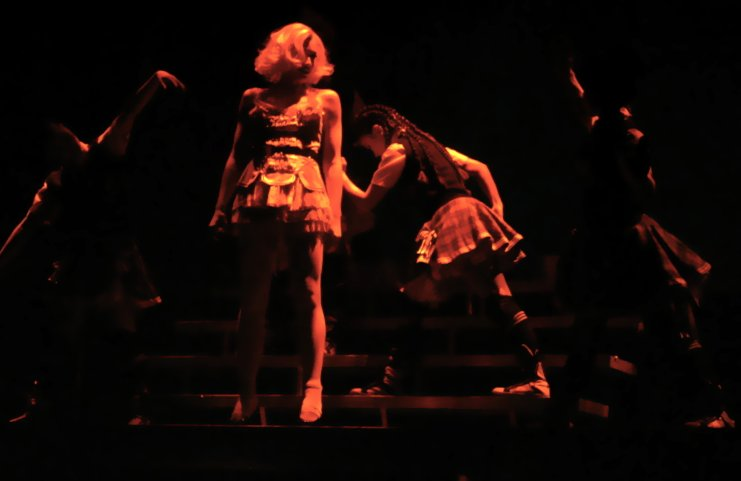
Durante la balada inicial, Stefani canta con luces bajas de tonalidad.

El nombre de la canción proviene de la pregunta que le había hecho Linda Perry a Stefani durante el tiempo de la producción. La letra fue estructurada para el género musical new wave. Es básicamente un debate entre un narrador y una segunda persona, ambos interpretados por Stefani. Esta última habla acerca del éxito que tienen las mujeres en la industria musical. Por su parte, porque la letra alude a la creación de un álbum solista y al deseo personal de Stefani de ser madre.
En la primera intervención lírica, Stefani menciona el tiempo que permaneció en la banda de pop rock No Doubt. Luego, empieza una segunda interpretación más acelerada, en donde imita el sonido mencionado a un reloj «tic tac», aludiendo al tiempo que va pasando en su reloj biológico maternal y la presión que sintió al producir el álbum. El estribillo es acerca de los impulsos de confianza relacionados al narrador, interpretado en segunda persona. Varias frases y párrafos son referentes a los temores que siente Stefani al abandonar su banda, reflejando una personalidad nerviosa; otros aluden a las Harajuku Girls y a su estilo. Durante la coda final, la cantante interpreta repetitivamente la frase, «aprovecha una oportunidad zorra estúpida».

## Recepción

### Crítica
«What You Waiting For?» obtuvo reseñas generalmente positivas de los críticos musicales. De este modo, Nick Sylvester de Pitchfork Media le dio una calificación de cuatro estrellas y media sobre cinco. Por su parte, Jason Damas de PopMatters la recibió de manera variada; calificó a la apertura como torpe, señaló que el estribillo es ridículamente tonto y agregó que es «tan frívola y estúpida» que termina siendo «brillante» sin tener que pretender ser una canción dance. Concluyó que logra los criterios musicales de forma armónica. Sal Cinquemani de la revista Slant afirmó que la letra es una inspiración para todos y señaló que «es una de las canciones más calientes de todos los tiempos». Del mismo modo, Jennifer Nine de Yahoo! sostuvo que era «increíblemente irresistible». Jemma Volp-Fletcher, de la revista electrónica Contactmusic.com, le dio nueve puntos de diez, comentó que era una increíble atracción comercial y que «hace que la inconfundible voz de Stefani refleje y muestre cómo es su personalidad». Sin embargo, Natasha Tripney de musicOMH señaló que era irritante y argumentó que «es una canción que trata de ser pegadiza, pero es irritante, para ser el debut de la señorita Stefani, muestra que hará música aún más fastidiosa».

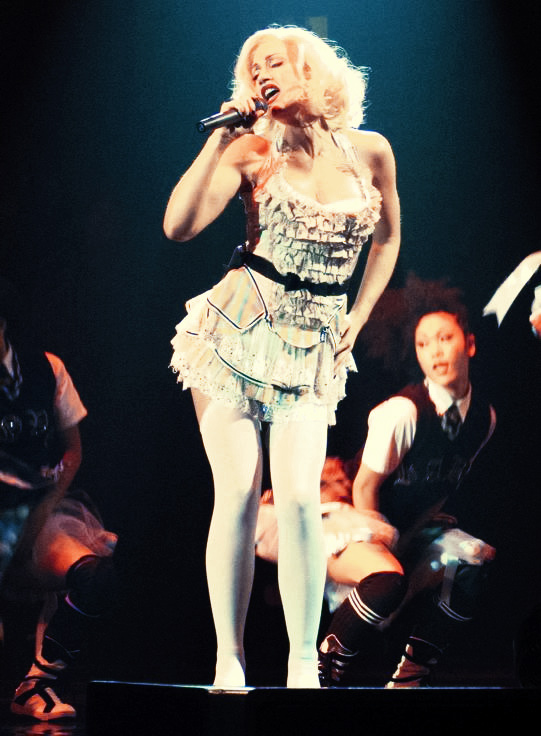
Stefani durante la interpretación de la canción en la gira Harajuku Lovers Tour (2005).

Muchos críticos consideraron que era una de las más destacadas del álbum. Así, David Browne de Entertainment Weekly, que había calificado a Love. Angel. Music. Baby. con una «C+», señaló que «What You Waiting For?» «es indudablemente la mejor». De modo similar, en la reseña del disco, Nick Sylvester de Pitchfork Media dijo que después de escuchar esta, «no podemos esperar otras doce iguales... Sin duda, una de las mejores canciones electro del año». Por último, Lisa Haines, de la cadena de entretenimiento BBC,  afirmó que se destaca como la mejor canción del disco, debido a que el ritmo genera contraste con la letra, y añadió que le recuerda a «Strict Machine» (2003) de la banda inglesa Goldfrapp. Por otro lado, en la entrega de 2005 de los premios Grammy, «What You Waiting For?» obtuvo una nominación a la mejor interpretación vocal femenina de pop, pero perdió ante «Sunrise» de Norah Jones.

### Comercial
El 16 de octubre de 2004, «What You Waiting For?» entró a la lista oficial de Estados Unidos, Billboard Hot 100, en el puesto número noventa y tres, y para el 27 de noviembre del mismo año, llegó a la más alta posición, en el cuarenta y siete; permaneció en el repertorio por veinte semanas. Por su parte, alcanzó la cima en la lista Dance/Club Play Songs, mientras que llegó a los números cinco, catorce, diecisiete, veintidós y veinticuatro en los conteos Dance/Electronic Singles Sales, Pop 100, Pop Songs, Top 40 Tracks y Adult Top 40. El 8 de marzo de 2021, la asociación Recording Industry Association of America (RIAA) certificó a «What You Waiting For?» con disco de platino, por la venta de 1 000 000 copias.
En el Reino Unido, entró por primera vez en la cuarta posición, el 27 de noviembre de 2004, y el 1 de julio de 2022, fue certificado con disco de oro por la Industria Fonográfica Británica (BPI). En los mercados de Dinamarca, Irlanda e Italia, llegó al número dos, mientras que en Noruega y Nueva Zelanda, alcanzó el tres. Asimismo, en los demás países europeos, ocupó los diez primeros en Austria, las regiones de Flandes y Valonia de Bélgica, Finlandia, Francia, Hungría, los Países Bajos, Suecia y la Unión Europea, esta última operada por Billboard.
En Australia, debutó directamente en el primer puesto y permaneció allí dos semanas consecutivas; abandonó la lista de popularidad quince semanas después. La asociación Australian Recording Industry Association (ARIA), lo certificó con doble disco de platino, tras vender 140 000 unidades. Para la lista anual de 2004, la canción ocupó el puesto veintiséis, y en la Dance Singles Chart, en el número uno. Al año siguiente, alcanzó el número cuarenta en la lista oficial, mientras que en la última mencionada, llegó al cuatro. Por su parte, en Nueva Zelanda, ingresó a la tercera posición y estuvo allí dieciocho semanas.

## Vídeo musical

### Sinopsis
Francis Lawrence dirigió el vídeo musical de «What You Waiting For?», mientras que Caleb Dewart de DNA Inc. se desempeñó como productor. La apertura es una sección no musical que dura más de dos minutos; muestra a Stefani llegando a Los Ángeles después de haber terminado una gira. Mientras se dirige a su casa, recibe llamadas de su representante, Jimmy Iovine, quien trata de convencerla para comenzar un proyecto solista. Stefani le contesta que necesita inspiración para componer sus canciones. Poco después, la cantante acepta y falla en la grabación inicial. Abandona el estudio y ve un folleto de ayuda para los escritores que no pueden componer; va a la dirección que está escrita y llena un formulario. Más adelante, se muestra entretenida con un conejo de juguete; luego aparece el muñeco, la cantante, un reloj y un piano en un cuarto de estudio de grabación. Stefani acerca el reloj hacia uno de sus oídos y alucina con que el conejo corre hacia ella.

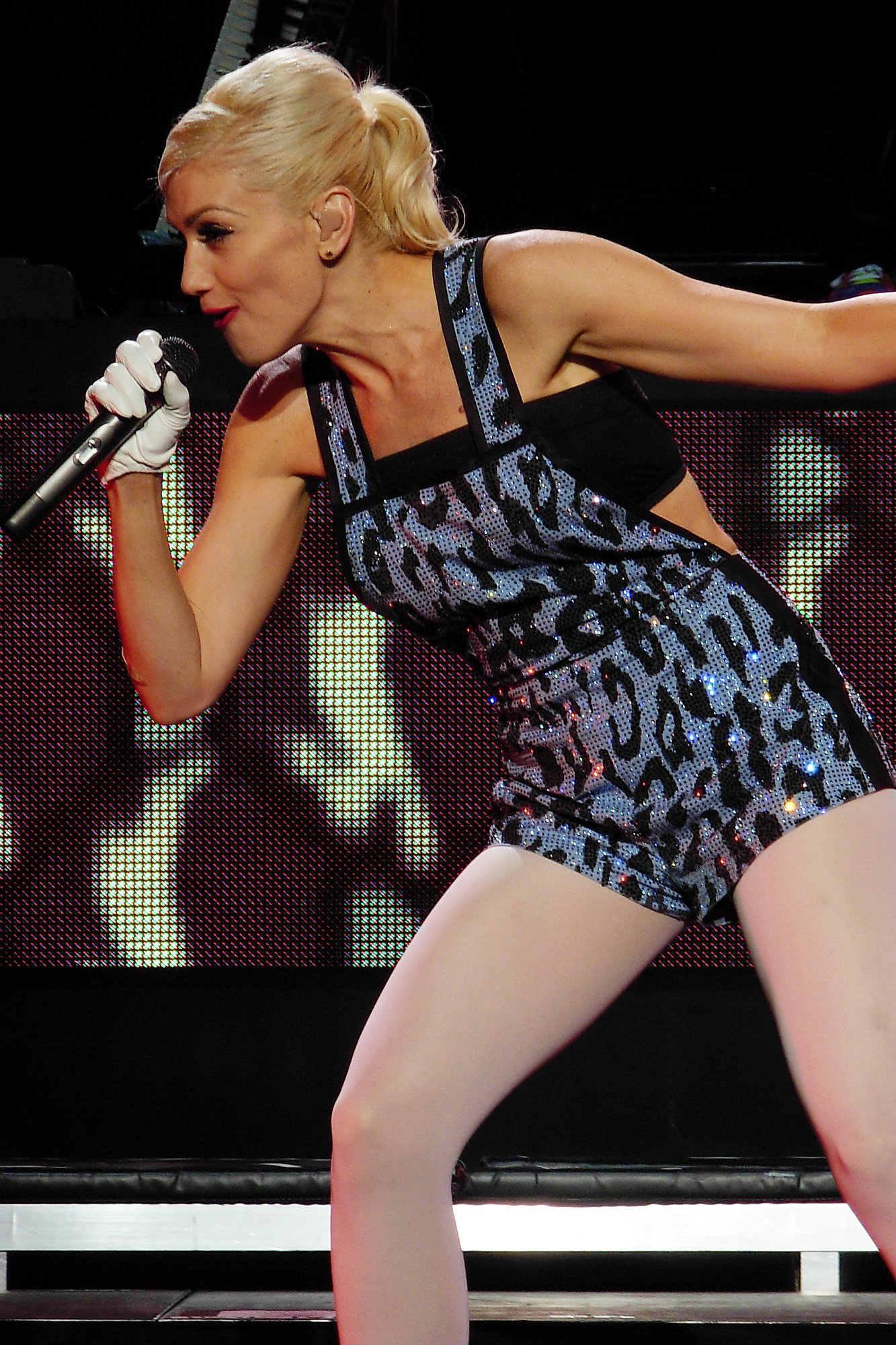
Durante la interpretación de la canción, Stefani vestía trajes inspirados en el vídeo.

La canción comienza desde que Stefani está en el estudio de grabación con un reloj, este y ella hacen los sonidos «tic tac». Después de la intervención no musical, todo el vídeo se basa en una interpretación inspirada por la secuela de libros de Lewis Carroll, Las aventuras de Alicia en el país de las maravillas (1865) y A través del espejo y lo que Alicia encontró allí (1871). La artista interpreta a la mayoría de los personajes principales del libro, entre ellos a Alicia, la Reina de Corazones y la Duquesa. Las bailarinas Harajuku Girls actúan como el Conejo Blanco, la Oruga azul y el sombrerero. El vídeo finaliza después de que la artista deja de alucinar con la historia de Alicia y empieza a bailar en frente de las Harajuku Girls. Los vestidos usados para la producción estuvieron a cargo del diseñador de modas británico John Galliano.

### Recepción
El vídeo obtuvo buenas reseñas de los críticos musicales; Sam Bloch de la revista Stylus señaló que parecía un cortometraje y agregó que se podía comparar con el vídeo de «Thriller» del cantante Michael Jackson. Además, expresó un deseo hacia que todos los vídeos de los demás artistas fueran como esos. Por otro lado, debutó en el décimo puesto del programa de televisión Total Request Live de MTV, el 19 de octubre de 2004, Al mes siguiente, llegó a la cima del conteo, y permaneció allí por tres días no consecutivos, mientras que, en total, estuvo por veintiséis días. En la ceremonia de los premios MTV Video Music Awards de 2005 fue nominado a mejor edición y mejor dirección artística, y ganó este último. Por su parte, en Australia, de las tres nominaciones que recibió —vídeo del año, mejor artista femenina y mejor vídeo pop— ganó el de mejor vestuario en el debut de la ceremonia de los Premios MTV Australia de 2005.

## Versiones de otros artistas

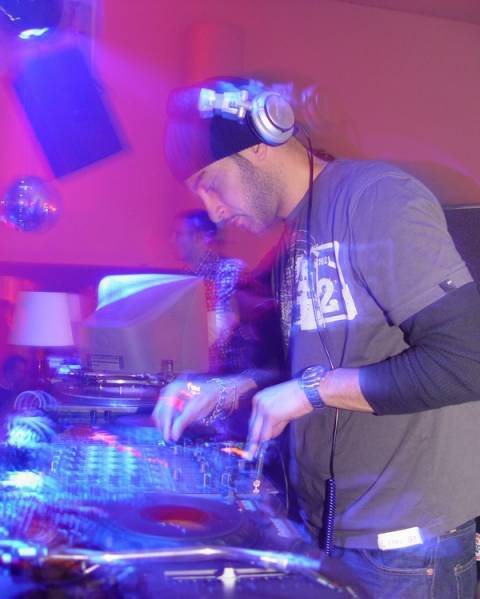
Armand Van Helden, el 16 de abril de 2004.

Stuart Price —también conocido como Jacques Lu Cont— realizó la versión más popular de «What You Waiting For?», llamada «Thin White Duke Mix», la cual figuró en el sencillo en CD. El tema, que dura aproximadamente ocho minutos, emplea riffs de guitarra y ocasionalmente campanas tubulares. La mezcla recibió críticas positivas; al respecto, el equipo de redacción de la revista Stylus señaló que estaba dotada con grandeza. Por su parte, About.com concluyó que es «deprimente y un poco hipnótica», y que «es más adecuada para escucharla al atardecer». Armand van Helden creó dos remezclas, tituladas «Armand Van Helden Remix» y «Armand Van Helden Dub», las cuales usaban algunas interpretaciones vocales originales. Los sonidos empleados se basan en una gama de sintetizador y en menor medida a la guitarra eléctrica. Felix da Housecat creó la versión llamada «Rude Ho Mix», que usa primordialmente el bajo. No empleó partes de la interpretación vocal original, pues fueron reemplazadas por la voz de Mimi Parker.
Alex Kapranos, guitarrista y líder de la banda de indie rock Franz Ferdinand, usó un botón de Gwen Stefani en una chaqueta de Members Only en tributo a «What You Waiting For?». En diciembre de 2005, la banda interpretó una versión de la canción en Live Lounge, un segmento de The Jo Whiley Show de la emisora radial BBC Radio 1. Incluía un fragmento del sencillo «White Wedding» (1983) de Billy Idol; y en octubre de 2006, fue lanzada al mercado en el álbum recopilatorio Radio 1's Live Lounge. Por otra parte, recibió críticas mayoritariamente negativas; Jack Foley de IndieLondon la llamó «completamente loca» y afirmó que, «para creerlo, tienes que escucharla». Dorian Lynskey del diario The Guardian dijo que apesta, y señaló que «una de las cejas de Kapranos planea ir tan alto que prácticamente desea salir de su cabeza».

## Lista de canciones
| Sencillo en CD |                                            |          |  |
| N.º            | Título                                     | Duración |  |
| 1.             | «What You Waiting For?» (versión de álbum) | 3:43     |  |

| Sencillo en CD publicado en Europa |                                            |          |  |
| N.º                                | Título                                     | Duración |  |
| 1.                                 | «What You Waiting For?» (versión de álbum) | 3:43     |  |

| Sencillo en CD promocional publicado en Dinamarca y Japón |                                                   |          |  |
| N.º                                                       | Título                                            | Duración |  |
| 1.                                                        | «What You Waiting For?» (versión del radio)       | 3:45     |  |
| 2.                                                        | «What You Waiting For?» (Jacques Lu Cont TWD Mix) | 8:03     |  |
| 3.                                                        | «What You Waiting For?» (Jacques Lu Cont TWD Dub) | 8:18     |  |

| Maxisencillo publicado en Australia y Europa |                                                                |          |  |
| N.º                                          | Título                                                         | Duración |  |
| 1.                                           | «What You Waiting For?» (versión de álbum)                     | 3:43     |  |
| 2.                                           | «What You Waiting For?» (Jacques Lu Cont's TWD Mix)            | 8:02     |  |
| 3.                                           | «What You Waiting For?» (Jacques Lu Cont's TWD Dub)            | 8:22     |  |
| 4.                                           | «What You Waiting For?» (vídeo musical) (versión del director) | 9:00     |  |

| Maxisencillo en CD promocional publicado en Estados Unidos |                                                   |          |  |
| N.º                                                        | Título                                            | Duración |  |
| 1.                                                         | «What You Waiting For?» (Armand Van Helden Remix) | 8:39     |  |
| 2.                                                         | «What You Waiting For?» (The Rude Ho Mix)         | 5:07     |  |
| 3.                                                         | «What You Waiting For?» (Armand Van Helden Dub)   | 7:55     |  |

| Vinilo de 12" publicado en Estados Unidos y Europa |                                                     |          |  |
| N.º                                                | Título                                              | Duración |  |
| 1.                                                 | «What You Waiting For?» (Jacques Lu Cont's TWD Mix) | 8:04     |  |
| 2.                                                 | «What You Waiting For?» (versión del álbum)         | 3:45     |  |
| 3.                                                 | «What You Waiting For?» (Jacques Lu Cont's TWD Dub) | 8:24     |  |
| 4.                                                 | «What You Waiting For?» (instrumental)              | 3:45     |  |

| Vinilo de 12" promocional publicado en Estados Unidos |                                                     |          |  |
| N.º                                                   | Título                                              | Duración |  |
| 1.                                                    | «What You Waiting For?» (Jacques Lu Cont's TWD Mix) | 8:04     |  |
| 2.                                                    | «What You Waiting For?» (versión del álbum)         | 3:45     |  |
| 3.                                                    | «What You Waiting For?» (Jacques Lu Cont's TWD Dub) | 8:24     |  |
| 4.                                                    | «What You Waiting For?» (instrumental)              | 3:45     |  |

| Vinilo de 12" publicado en el Reino Unido |                                                               |          |  |
| N.º                                       | Título                                                        | Duración |  |
| 1.                                        | «What You Waiting For?» (Jacques Lu Cont Thin White Duke Mix) | 8:06     |  |
| 2.                                        | «What You Waiting For?» (Jacques Lu Cont Thin White Duke Dub) | 8:25     |  |
| 3.                                        | «What You Waiting For?» (versión LP)                          | 3:52     |  |

| Vinilo de 12" publicado en Francia |                                                   |          |  |
| N.º                                | Título                                            | Duración |  |
| 1.                                 | «What You Waiting For?» (Armand Van Helden Remix) | 8:39     |  |
| 2.                                 | «What You Waiting For?» (The Rude Ho Mix)         | 5:07     |  |
| 3.                                 | «What You Waiting For?» (Armand Van Helden Dub)   | 7:55     |  |

| Vinilo de 12" promocional publicado en Francia |                                                    |          |  |
| N.º                                            | Título                                             | Duración |  |
| 1.                                             | «What You Waiting For?» (Armand Van Helden Remix)  | 8:39     |  |
| 2.                                             | «What You Waiting For?» (Jones & Moss Club Mix)    | 7:37     |  |
| 3.                                             | «What You Waiting For?» (Extended Mix by Guéna LG) | 4:53     |  |
| 4.                                             | «What You Waiting For?» (Jacques Lu Cont's Mix)    | 8:02     |  |

## Posicionamiento en listas
| País (Lista 2004-05)                            | Mejor posición |
| ----------------------------------------------- | -------------- |
| Alemania                                        | 22             |
| Australia                                       | 1              |
| Austria                                         | 7              |
| Bélgica Flandes                                 | 8              |
| Bélgica Valonia                                 | 4              |
| Canadá                                          | 24             |
| Dinamarca                                       | 2              |
| España                                          | 20             |
| Estados Unidos (Adult Top 40)                   | 24             |
| Estados Unidos (Billboard Hot 100)              | 47             |
| Estados Unidos (Dance/Club Play Songs)          | 1              |
| Estados Unidos (Dance/Electronic Singles Sales) | 5              |
| Estados Unidos (Pop 100)                        | 14             |
| Estados Unidos (Pop Songs)                      | 17             |
| Estados Unidos (Top 40 Tracks)                  | 22             |
| Finlandia                                       | 4              |
| Francia                                         | 5              |
| Hungría                                         | 8              |
| Irlanda                                         | 2              |
| Italia                                          | 2              |
| Noruega                                         | 3              |
| Nueva Zelanda                                   | 3              |
| Países Bajos                                    | 7              |
| Reino Unido                                     | 4              |
| Suecia                                          | 6              |
| Suiza                                           | 17             |
| Unión Europea                                   | 9              |

| País (Lista 2004)         | Posición |
| ------------------------- | -------- |
| Australia                 | 26       |
| Australia (Dance Singles) | 1        |
| Países Bajos              | 81       |
| Suecia                    | 72       |
| País (Lista 2005)         | Posición |
| Australia                 | 40       |
| Australia (Dance Singles) | 4        |
| Austria                   | 74       |
| Bélgica Flandes           | 93       |
| Bélgica Valonia           | 56       |
| Francia                   | 61       |
| Suecia                    | 78       |
| Unión Europea             | 27       |

| País (Lista 2000-09)                   | Posición |
| -------------------------------------- | -------- |
| Australia                              | 75       |
| Estados Unidos (Dance/Club Play Songs) | 8        |

## Certificaciones
| País           | Organismo certificador | Certificación | Unidades certificadas / Ventas |
| -------------- | ---------------------- | ------------- | ------------------------------ |
| Australia      | ARIA                   | 2× Platino    | 140 000                        |
| Estados Unidos | RIAA                   | Platino       | 1 000                          |
| Nueva Zelanda  | RIANZ                  | Oro           | 15 000                         |
| Noruega        | IFPI (Noruega)         | Oro           | 5 000                          |
| Reino Unido    | BPI                    | Oro           | 400 000                        |
| Suecia         | GLF                    | Oro           | 10 000                         |

## Créditos y personal
- Voz: Gwen Stefani.
- Composición musical: Gwen Stefani y Linda Perry.
- Producción: Nellee Hooper.
- Ingeniería: Greg Collins e Ian Rossiter.
- Grabación: Greg Collinse e Ian Rossiter
- Asistencia de ingeniería: Keving Mills
- Programación: Samuel Littlemore.
- Guitarras: Linda Perry y Rusty Anderson.
- Teclados: Linda Perry.
- Piano: Gwen Stefani.
- Coros: Mimi Parker.
- Mezcla: Mark «Spike» Stent.

Fuente: Discogs.